# Lange Nacht der Chöre
Seit 2013 gibt es in Österreich eine Lange Nacht der Chöre – nebst vielen anderen „Langen Nächten“ der Kirchen, der Museen usw.
Die fünfte Lange Nacht der Chöre fand am 24. Mai 2017 in Salzburg statt, bei der etwa 50 Chöre teilnahmen. Spezieller Gast war die Sängerrunde Pöllau, welche in der ORF-Show Die große Chance der Chöre zum Sieger gewählt wurde.